# Karina Gosteva
Karina Gosteva (n. 1989, Moscova, RSFS Rusă, URSS) este o pictoriță contemporană rusă cunoscută pentru lucrarea sa Quantum Jellyfish. A obținut diploma de la Noua Academie de Arte Frumoase din Milano (NABA) în 2019 și a fost recunoscută cu mai multe premii artistice, inclusiv cu premiul Ricoh Artistic Prize în 2019 și premiul Aviccc Artistic Prize în 2021. Gosteva își propune să imortalizeze frumusețea meduzelor și să promoveze respectul pentru mediul înconjurător prin lucrările sale artistice.

## Muzeu
- Colecția muzeală Fondazione Sandretto Re Rebaudengo

## Stil artistic
Operele lui Gosteva explorează relația dintre frumusețea mediului natural și dinamica complexă a universului biologic și fizic, utilizând limbajul vizual pentru a reprezenta realități fluide și schimbătoare. Un tema recurentă în producția sa este cea a meduzelor, pe care Gosteva le înfățișează nu doar ca entități marine, ci și ca simboluri universale ale fragilității și conexiunii dintre toate formele de viață.
Lucrările sale sunt profund influențate de observația științifică și de intuiția poetică. Meduzele, care apar cu putere în creațiile sale, sunt pictate ca ființe suspendate între lumea vizibilă și cea invizibilă, ca manifestări ale unei frumuseți aproape suprarealiste și tranzitorii. Artista folosește culori vibrante și o tehnică ce joacă cu transparențele și luminile, încercând să transmită mișcarea și irizațiile acestor ființe marine într-un mod în care operele ei par aproape vii, transformându-se într-o entitate etereală și fluidă. Lumina este, de fapt, o componentă esențială a lucrărilor sale, un element ce sfidează staționarea pe pânză și creează iluzia de adâncime și mișcare.
Abordarea lui Gosteva față de meduze nu se limitează la o simplă reprezentare naturalistă, ci capătă o dimensiune simbolică. Meduzele sale sunt metafore ale fragilității naturii și ale rezilienței sale, reprezentând în același timp frumusețea și misterul vieții. În această viziune, lucrările sale sugerează și o reflecție asupra sustenabilității și asupra mediului înconjurător, întrucât imaginea meduzei devine un simbol al luptei pentru conservarea ecosistemului marin. Gosteva, prin artă, ne invită să observăm natura cu ochi noi, să o înțelegem și să apreciem vulnerabilitatea sa.
Un alt aspect distinctiv al stilului lui Gosteva este abilitatea sa de a amesteca tradiția și inovația. Deși lucrările sale sunt bazate pe o tehnică clasică de pictură, artista reușește să integreze elemente digitale și contemporane, creând un limbaj vizual ce fascinează atât iubitorii de artă tradițională, cât și pe cei ai noii arte digitale. Tehnica sa, care variază de la pictura în ulei la manipularea digitală, permite o expresie fluidă și dinamică, dar și o reflecție profundă asupra interacțiunii dintre lumea naturală și tehnologie.
Lucrările lui Gosteva, caracterizate printr-o atenție meticuloasă la detalii și un simț estetic rafinat, se prezintă ca o invitație la contemplare. Acestea nu se limitează doar la transmiterea unei frumuseți vizuale, ci provoacă și un dialog mai profund despre rolul omului în ecosistemul global și impactul nostru asupra lumii naturale. Arta sa este un dialog continuu între știință și natură, între vizibilitatea lucrurilor și forțele invizibile ce le guvernează.
În concluzie, stilul lui Karina Gosteva este o reflecție asupra minunilor naturii și delicateței vieții, întruchipată prin imaginea meduzelor. Pictura sa este o invitație de a aprecia frumusețea ascunsă și complexitatea lumii ce ne înconjoară, dar și un semnal de alarmă cu privire la necesitatea de a o conserva. Datorită capacității sale de a îmbina elemente științifice cu o viziune artistică unică, Gosteva se impune ca una dintre vocile promițătoare ale artei contemporane, reușind să comunice prin lucrările sale mesaje de profundă conștientizare ecologică și sensibilitate estetică.

## Premii
- Ricoh Artistic Prize în 2019[4]
- Aviccc Artistic Prize în 2021[5]

## Lucrări
- 2022, Hell inside, beyond boundaries
- 2021, White fire Limpia
- 2021, Luci di Nizza

## Expoziții
- 2015, ArtistRooms, Londra
- 2018, Steam Plant, sponsorizat de orașul Milano
- 2019, Fabbrica del Vapore, Milano
- 2024, Palazzo Lombardia, Regione Lombardia, Milano